# 岡本明久
岡本 明久（おかもと あきひさ、1937年〈昭和12年〉8月7日 - ）は、日本の映画監督。山口県大島郡周防大島町（屋代島）出身。

## 経歴
実家は海上運送業。山口県立久賀高等学校を経て中央大学法学部法律学科を1961年卒業。少年期から東映時代劇の大ファンだったこと、木下惠介監督の『日本の悲劇』や、今井正『米』などに感銘を受けたことから、映画を志し同年4月、東映東京撮影所（以下、東映東京）に助監督として入社。関川秀雄監督の『モーガン警部と謎の男』以降、村山新治、鷹森立一、佐藤純彌、降旗康男、野田幸男ら、24人の監督70本以上の作品に助監督として就く。特に佐藤純彌作品が多く、1975年の『新幹線大爆破』や1981年の『甦れ魔女』ではB班チームを務めた。
1976年、菅原文太主演の『横浜暗黒街 マシンガンの竜』で監督に昇進し、アクションの切れ味を見せた。続く『暴力教室』では松田優作を、『男組 少年刑務所』では舘ひろしの売り出しに貢献した。1970年代後半は日本の映画会社は大作一本立てとアニメーション映画を含む提携、買い取り映画をプログラムに乗せることが増え、撮影所制作の映画はめっきり減り、映画の監督をするチャンスも減った。
東映東京の組合活動家の一人で、映画の演出は途切れ、組合員による東映テレビ番組の演出や、教育映画『室町時代の社会と文化』（1980年）、中央大学百年記念映画『母校よ永遠なれ・中央大学百年の歴史』（1985年）『草のみどり』（1986年）などを撮った。東映東京労組役員専従は1986年まで務め、1997年、東映を定年退職しフリーになった。真面目に超が付く人柄で、撮り終わった後、「ところであのカットが...」とリテイクしたがるので有名だったという。
1996年の『人間の翼 最後のキャッチボール』は、劇場公開後も良作と評判を呼び、全国の学校や公共施設で、公開3年後までに全国350ヶ所以上で自主上映が続いた。

## 監督作品

### 映画
- 横浜暗黒街 マシンガンの竜（1976年、東映東京）
- 暴力教室（1976年、東映東京） ※兼脚本
- 男組 少年刑務所（1976年、東映東京）
- 女バトルコップ（1990年、東映ビデオ）
- 人間の翼 最後のキャッチボール（1996年 、映画「人間の翼」をつくる会） ※兼脚本
- 徐福さん（2003年、「徐福さん」制作委員会） ※兼脚本

- 衝撃！売春都市（1974年、東映東京、※原作のみ）

## テレビ
- 特命刑事（日本テレビ、第8話、1980年）
- ドラマ・人間（テレビ朝日、第7話、1981年）
- 松本清張事件にせまる 「野望の設計図」（テレビ朝日、1984年5月17日）
- 東映不思議コメディーシリーズ（フジテレビ）
  - ロボット8ちゃん（第10、11話他、1981年）
  - バッテンロボ丸（フジテレビ、第22、23話他、1983年）
  - どきんちょ!ネムリン（第3、4話、1984年）
  - もりもりぼっくん（第33、34話、1986年）
- メタルヒーローシリーズ（テレビ朝日）
  - 世界忍者戦ジライヤ（第9、10話他、1988年）
  - 機動刑事ジバン（第3、4話他、1989年）